# Mistrzostwa Polski Par Klubowych na Żużlu 2021
Mistrzostwa Polski Par Klubowych na Żużlu 2021 – zawody żużlowe, mające na celu wyłonienie medalistów mistrzostw Polski par klubowych w sezonie 2021. 
W zawodach wystąpiły: para organizatora zawodów oraz pary klubów, które w poprzednim sezonie zajęły: 
- pierwsze 5. miejsca w rozgrywkach drużynowych mistrzostw Polski,
- pierwsze miejsce w rozgrywkach Nice 1. Ligi Żużlowej,

Finał rozegrano w Grudziądzu, w którym zwyciężyli po raz 1 zawodnicy ZOOLeszcz GKM-u Grudziądz.

## Finał
- Grudziądz, 3 września 2021
- Sędzia: Tomasz Fiałkowski
- Widzów: 3000

| Miejsce | Kluby                                 | Suma | Zawodnicy                                                          | Punkty                                       |
| ------- | ------------------------------------- | ---- | ------------------------------------------------------------------ | -------------------------------------------- |
| 1       | ZOOLESZCZ DPV LOGISTIC GKM Grudziądz  | 27   | 3. Krzysztof Kasprzak 4. Przemysław Pawlicki 16. Norbert Krakowiak | 11 (3,2,0,2,2,2) 16 (2,3,2,3,3,3) ns         |
| 2       | Eltrox Włókniarz Częstochowa          | 23   | 7. Bartosz Smektała 8. Kacper Woryna                               | 14 (3,1,3,2,3,2) 9 (2,2,1,3,0,1)             |
| 3       | Marwis.pl Falubaz Zielona Góra        | 22   | 11. Piotr Protasiewicz 12. Damian Pawliczak 20. Mateusz Tonder     | 15 (2,3,3,3,1,3) 7 (1,2,2,2,0,w) ns          |
| 4       | Fogo Unia Leszno                      | 20   | 1. Damian Baliński 2. Szymon Szlauderbach 15. Damian Dróżdż        | 5 (1,3,-,0,-,1) 5 (0,-,2,1,2,-) 10 (2,3,3,2) |
| 5       | eWinner Apator Toruń                  | 18   | 9. Paweł Przedpełski 10. Krzysztof Lewandowski 19. Karol Żupiński  | 10 (3,3,3,1,w,-) 6 (0,0,2,0,1,3) 2 (2)       |
| 6       | Betard Sparta Wrocław                 | 10   | 13. Mateusz Panicz 14. Przemysław Liszka                           | 3 (0,0,1,0,2,0) 7 (1,1,d,1,3,1)              |
| 7       | Moje Bermudy Stal Gorzów Wielkopolski | 6    | 5. Rafał Karczmarz 6. Kamil Pytlewski                              | 5 (1,1,1,1,1,w) 1 (0,0,0,0,0,1)              |

Bieg po biegu:
1. (67,29) Kasprzak, Pawlicki, Baliński, Szlauderbach
2. (66,49) Smektała, Woryna, Karczmarz, Pytlewski
3. (65,71) Przedpełski, Protasiewicz, Pawliczak, Lewandowski
4. (67,03) Baliński, Dróżdż, Liszka, Panicz
5. (65,99) Pawlicki, Kasprzak, Karczmarz, Pytlewski
6. (65,57) Przedpełski, Woryna, Smektała, Lewandowski
7. (66,40) Protasiewicz, Pawliczak, Liszka, Panicz
8. (66,84) Dróżdż, Szlauderbach, Karczmarz, Pytlewski
9. (66,33) Smektała, Pawlicki, Woryna, Kasprzak
10. (66,89) Przedpełski, Lewandowski, Panicz, Liszka (d)
11. (66,99) Protasiewicz, Pawliczak, Szlauderbach, Baliński
12. (66,77) Pawlicki, Kasprzak, Przedpełski, Lewandowski
13. (67,37) Protasiewicz, Pawliczak, Karczmarz, Pytlewski
14. (66,77) Woryna, Smektała, Liszka, Panicz
15. (66,93) Dróżdż, Szlauderbach, Lewandowski, Przedpełski (w)
16. (66,28) Pawlicki, Kasprzak, Protasiewicz, Pawliczak
17. (68,07) Liszka, Panicz, Karczmarz, Pytlewski
18. (66,29) Smektała, Dróżdż, Baliński, Woryna
19. (66,00) Pawlicki, Kasprzak, Liszka, Panicz
20. (67,25) Lewandowski, Żupiński, Pytlewski, Karczmarz (w)
21. (65,89) Protasiewicz, Smektała, Woryna, Pawliczak (w)